# Gilberto Penayo
Benigno Gilberto Penayo Ortiz (né le 3 avril 1933 à Asuncion au Paraguay et mort le 27 octobre 2020) est un joueur de football international paraguayen, qui évoluait au poste d'attaquant.

## Biographie

### Carrière en sélection
Avec l'équipe du Paraguay, il joue 10 matchs (pour aucun but inscrit) entre 1958 et 1961. 
Il figure dans le groupe des sélectionnés lors de la Coupe du monde de 1958. Lors du mondial organisé en Suède, il ne joue pas de matchs.

## Palmarès
Cerro Porteño
- Championnat du Paraguay (2) :
  - Champion : 1961 et 1963.
  - Meilleur buteur : 1960 (18 buts).